# ذعرة ليمونية

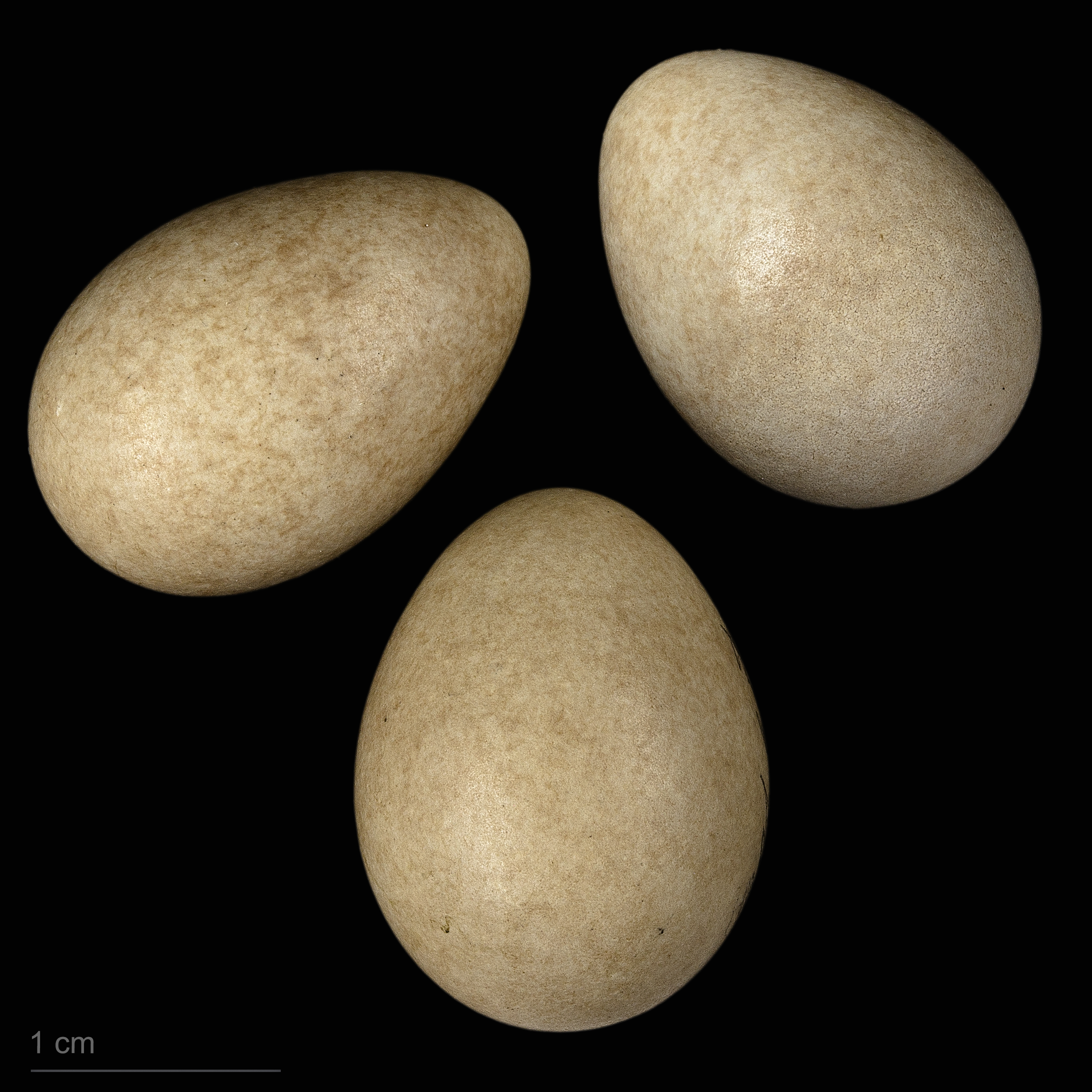
بيض الذعرة الليمونية

ذُعَرَة ليمونية أو صفراء الرأس يسمى أيضا أبو فصادة ليموني (الاسم العلمي: Motacilla citreola) (بالإنجليزية: Citrine  Wagtail)‏ هو طائر ينتمي إلى طيور التمرة وأم عجلان (فصيلة: Motacillidae). موطنها يمتد من الشرق الأوسط إلى أروبة الشرقية. تألف المراعي والحقول. جسمها معتدل القد طولها نحو ٢١ سم. رأسها وصدرها وبطنها إلى الصفار الليموني. ظهرها وسقطاها وذنبها إلى الربدة الرمداء. قوتها الحشرات والهوام.